# سن-ژولیان، کبک
سن-ژولیان (به فرانسوی: Saint-Julien) شهری در منطقه شهری له آپالاش ناحیه شودییر-آپالاش در استان کبک کانادا است. در سرشماری سال ۲۰۱۱ این شهر ۴۰۶ نفر جمعیت داشته‌است و مساحت آن ۸۲٫۳ کیلومتر مربع است.